# Gianluigi Braschi
Gianluigi Braschi (1963 — 23 de outubro de 2008) é um produtor de cinema italiano. Foi indicado ao Oscar de melhor filme na edição de 1999, pela realização da obra La vita è bella, ao lado de Elda Ferri.